# Urotsukidoji
Urotsukidōji (超神伝説うろつき童子, Chōjin densetsu Urotsukidōji, littéralement Urotsukidōji, la légende du Chōjin) est un manga hentai de Toshio Maeda. Il a été prépublié dans le magazine Manga Erotopia (éditeur Wani Magazine), puis compilé en un total de six volumes ; la version française a été éditée chez BD Érogène. Il a été adapté en six séries d'OAV entre 1987 et 2002.

## Synopsis
Amanojaku est un être mi-homme mi-bête qui a été exilé sur la Terre à la suite de méfaits impliquant l'Ancien et sa fille Mimi. Dans le même temps, l'Ancien envoie Amanojaku sur Terre rechercher le Chōjin (littéralement : l'être suprême), le dieu invincible de la dimension des démons qui se cache dans le corps d'un humain. Un groupe de démons reptiliens veut trouver le Chōjin et utiliser ses pouvoirs sur l'ordre de la Reine des Démons. Guidés par Suikakujū, le rival de l'Ancien, ils montent une série de complots pour essayer de capturer le Chōjin. Amanojaku cherche à protéger le Chōjin, mais l'arrivée de son ami lubrique Kuroko et de sa sœur nymphomane Megumi compliquent singulièrement les choses.

## Production
Le manga Urotsukidōji a été créé en 1986 par Toshio Maeda (en). Ce fut une rupture avec ses précédents travaux car il proposait un mix d'érotisme, d'humour et de fantastique. La série fut éditée dans Wani Magazine, un magazine de prépublication de seinen (manga pour adultes au Japon) qui proposait principalement des histoires fantastiques. Maeda avait été choisi pour son style extrêmement détaillé et réaliste, ainsi que pour sa capacité à proposer des scénarios complexes, contrairement à la plupart des auteurs de bandes dessinées érotiques de l'époque.
Bien que le manga fût considéré comme culte plus tard, c'est la version animée qui rendit le titre célèbre. Réalisée par Hideki Takayama, ce dernier prit de grandes libertés avec l'histoire originale d'Urotsukidōji en y mixant des éléments d'horreur, de violence ainsi que des scènes sadiques de viols qui n'étaient pas présentes dans l'œuvre originale. Toshio Maeda reconnut lui-même dans un numéro de Playboy Japan qu'il trouvait que l'anime était répugnant, sadique, cruel et pourtant brillant. Il dit aussi admirer la version de Takayama.
L'anime est célèbre pour avoir été le premier à proposer du shokushu (viol par des monstres avec des tentacules) alors même que seule la première OAV ne contient qu'une scène de ce genre. Le manga original n'en contenait pas, mais Maeda publia quelques années plus tard la série Yōjū Kyōshitsu sur ce thème.
Dans une interview dans laquelle Hideki Takayama fut questionné sur la violence et le sadisme de l'histoire, il répondit : « Rien ne provoque une réponse aussi forte chez l'être humain que le sexe ou la violence. La fusion des deux est donc très puissante. ».
De nos jours Urotsukidōji aussi bien que ses suites est un anime très célèbre, non seulement au Japon mais aussi dans le reste du monde. Il serait le dessin animé pour adultes le plus reconnu au monde.

## Anime
La première adaptation, entre 1987 et 1995, comporte quatre grandes séries qui totalisent 13 épisodes. Une reprise de la première série en trois épisodes est aussi sorti en 2002 au Japon.
Une légende connue de tous les êtres — sauf des humains — raconte que tous les 3 000 ans le monde des humains (ningenkai) est uni avec le monde des démons (makai) et des hommes-animaux (jūjinkai) par la renaissance de l'être suprême, le Chōjin, le dieu des dieux. La saga suit Amanojaku (un homme-animal) dans sa quête pour trouver le vrai Chōjin parmi les humains et s'assurer l'arrivée de ce monde meilleur. Cependant, ses croyances sont ébranlées lorsqu'il rencontre de nombreux démons recherchant le Chōjin afin de le détruire et d'empêcher la fusion des trois mondes.

### 1ère série:Chōjin densetsu Urotsukidōji(fr.Urotsukidōji I.La Légende du Démon; angl.Legend of the Overfiend) (1987-1989)
1. Commercialisé en VHS au Japon le 21 janvier 1987
2. Commercialisé en VHS au Japon le 21 mars 1988
3. Commercialisé en VHS au Japon le 10 avril 1989

Ces trois OAV ont d'abord été connus en Occident dans la version remontée, qui vient former le long-métrage La Légende du Démon. Cette version eut certaines de ses scènes les plus extrêmes raccourcies au Japon, puis de nouveau censurées en Occident. Quelques scènes ont été rajoutées et d'autres nettoyées pour faire le lien entre les OAV. Depuis, il existe des éditions DVD en zone 1 (USA, épuisée) et en zone 2 (France, Fox Pathé Europa, 2001) proposant à la fois le long-métrage et les épisodes d'origines non coupés et en version originale sous-titrée.

### 2ème série:Shin Chōjin densetsu Urotsukidōji: Mataiden(fr.Urotsukidōji II.L'Enfant Errant; angl.Legend of the Demon Womb) (1990-1991)
1. Commercialisé en VHS au Japon le 1er décembre 1990
2. Commercialisé en VHS au Japon le 10 avril 1991

De la même manière que pour le premier chapitre, ces deux OAV ont été regroupés dans un seul film, L'Enfant Errant, remonté et censuré en Occident. Cependant, son placement dans la chronologie de la série est erratique voire quasi impossible. L'histoire se passe quelque part entre le début et la fin du second OAV de la série précédente.

### 3ème série:Chōjin densetsu Urotsukidōji: Mirai hen(fr.Urotsukidōji III.Le Retour du Démon; angl.Return of the Overfiend) (1992-1993)
1. Commercialisé en VHS au Japon le 1er octobre 1992
2. Commercialisé en VHS au Japon le 21 janvier 1993
3. Commercialisé en VHS au Japon le 21 mai 1993
4. Commercialisé en VHS au Japon le 21 août 1993

### 4ème série:Chōjin densetsu Urotsukidōji: Hōrō-hen(fr.Urotsukidōji IV; angl.Inferno Road) (1993-1995)
1. Commercialisé en VHS au Japon le 21 décembre 1993
2. Commercialisé en VHS au Japon le 21 mars 1994
3. Commercialisé en VHS au Japon le 20 mai 1995

Cette version possède au moins deux fins différentes. Le plus souvent, la fin véritable est omise des versions étrangères et est remaniée. La fin des versions OAV japonaises voit le Chōjin avaler le sang de Kyo Oh et une explosion renvoyer Amano Jaku quelques heures avant le début de la  fusion des trois mondes et de l'Apocalypse. La véritable fin de l'histoire n'est visible que dans un film compilation (1h 45 min) au Japon, il s'agit d'une bataille sexuelle entre le Chōjin et Kyo Oh. Il est découvert que le "Chōjin" n'est pas le véritable être, mais un Ma-Kai qui a pris sa place. La fin est cependant identique : Amano est projeté dans le passé avant le début de l'Apocalypse afin de neutraliser le Ma-Kai qui a réussi à s'introduire dans la pagode malgré la barrière.

### 5ème série:Chōjin densetsu Urotsukidōji: Kanketsu hen(1996)
Diffusé au Japon le 28 décembre 1996.
L'histoire reprend cent ans après, avec la naissance du vrai Chōjin, qui veut annihiler les représentants des trois mondes (y compris ses anciens protecteurs que sont sa mère, Amano et sa sœur) afin de les remplacer par une race asexuée (tout en se servant des représentants de cette race comme les exécuteurs des anciennes). Le design des personnages revient au design des deux premières séries d'OAV, les anciens personnages (Akémi, Nagumo) reviennent également. Les personnages introduits dans les troisième et quatrième séries d'OAV sont totalement absents à l'exception de Kyo Oh qui n'est plus qu'un esprit parlant à Amano lorsque ce dernier finit dans le coma une partie de l'épisode. L'histoire elle-même prend à la fois directement place à la fin de la première série mais aussi de la quatrième : on peut entendre Amano résumer brièvement les évènements finaux de la quatrième série qui l'ont amené à ce soft reboot de la franchise).
Premier épisode d'une série abandonnée. Il fait suite à la fin de la version compilation d'1h 45 min de la série d'OAV précédente (et non les OAV eux-mêmes vu que la fin y est différente). Cet épisode n'est sorti qu'au Japon en l'état : terminé à 95 %, des images manquent ainsi que des petits bouts d'animation. L'épisode ayant été abandonné alors qu'il allait être complété, il est quand même sorti à la vente au Japon mais les autres épisodes ayant été annulés, l'histoire de la licence reste sans conclusion véritable.

### Urotsukidōji: The Urotsuki(2002)
1. The Urotsuki : Partie 1 (3 mai 2002)
2. The Urotsuki : Partie 2 (9 août 2002)
3. The Urotsuki : Partie 3 (15 novembre 2002)

Cette nouvelle série est basée sur le manga Shin Urotsukidōji de Toshio Maeda, mais contient des scènes beaucoup plus violentes et explicites. Il s'agit d'un remake de La Légende du Démon. Le scénario est pratiquement identique au tout premier épisode de la version OAV (et non du film de la 1ère histoire de la saga d'origine), mais il se concentre plus sur les personnages et l'histoire en général.

## Commentaire
Urotsukidōji se distingue de la production pornographique animée japonaise classique par le budget alloué et le soin technique apporté à l'œuvre, du moins en ce qui concerne les deux premiers chapitres. Les scènes de sexe, bien que violentes, sont beaucoup moins fréquentes que dans les productions de type hentai et font partie intégrante du scénario, ce qui en fait un anime difficile à classer dans cette catégorie.